# Justicia zamudioi
Justicia zamudioi är en akantusväxtart som beskrevs av T.F.Daniel. Justicia zamudioi ingår i släktet Justicia och familjen akantusväxter. Inga underarter finns listade i Catalogue of Life.